# Stazione di Codola
La stazione di Codola è una stazione ferroviaria che si trova a Castel San Giorgio in provincia di Salerno, nella frazione di Trivio Codola. Assieme con Lanzara-Fimiani e Castel San Giorgio-Roccapiemonte è una delle tre stazioni comunali sangiorgesi. La stazione conta di quattro binari passanti.

## Storia
La stazione venne inaugurata nel 1882 contemporaneamente alla linea per Nocera Inferiore sostituendo quella originaria del 1861 che si trovava a circa 500 metri in direzione di Sarno immediatamente all'imbocco della galleria dell'Orco, dove oggi è il posto movimento, ormai soppresso, di Bivio Nocera.
Nel 1948 venne completata anche l'elettrificazione sia verso Cancello che verso Nocera Inferiore, mentre essa si arrestava appena fuori la stazione in direzione di Mercato San Severino; l'elettrificazione doveva servire a rendere più veloci i collegamenti, prevalentemente merci, sulla linea e la contemporanea creazione del Bivio Nocera consentiva ai treni provenienti di Sarno di imboccare direttamente la linea per Nocera Inferiore senza passare per Codola; analogamente un secondo bivio a Nocera Superiore consentiva ai treni provenienti da Salerno di imboccare direttamente la linea per Sarno senza passare per Nocera Inferiore; tali bretelle vennero poi sostituite dalla nuova interconnessione di Sarno con la Linea a monte del Vesuvio.

## Localizzazione
Essa si trova alla confluenza delle linee Cancello-Avellino e Codola-Nocera Inferiore, ed è divenuta di notevole importanza quale snodo tra il versante sarnese e quello nocerino.
È una stazione di particolare rilievo anche perché Codola è in realtà un territorio che "incrocia" ben 4 comuni: Castel San Giorgio, Nocera Inferiore, Nocera Superiore e Roccapiemonte. Lo scalo ferroviario si trova però nel territorio di Castel San Giorgio, che dispone contemporaneamente di altri due scali, quali Lanzara-Fimiani e Castel S.Giorgio-Roccapiemonte.

## Traffico
Il traffico ferroviario di questa stazione conta esclusivamente treni regionali, con corse per la maggiore da Salerno e Mercato San Severino verso Nocera Inferiore, ovvero la linea cosiddetta Circumsalernitana.
La stazione essendo un punto di interscambio fra le linee per Cancello e Mercato San Severino e per Nocera Inferiore ebbe in passato un buon movimento passeggeri e anche di merci, favorito anche dal vicino deposito logistico della Marina Militare che garantiva un buon traffico merci, al quale la stazione era collegata da un raccordo costituito da un binario che si diramava all'altezza del passaggio a livello a lato della stazione, lato Castel San Giorgio, e che si manteneva parallelo ai binari di stazione per alcune centinaia di metri per poi deviare verso Nord all'interno del deposito militare. Con l'avvento della motorizzazione di massa e l'uso del trasporto su gomma comportò per la stazione la progressiva perdita di passeggeri e di traffico merci, che già a metà degli anni ottanta era praticamente costituito solo dai convogli per il deposito logistico della Marina Militare. Alla fine degli anni novanta anche questo traffico merci cessò e la stazione venne resa impresenziata e con la successiva chiusura del deposito logistico della Marina Militare, il binario di raccordo, ormai già in disuso da qualche anno, venne abbandonato.
Fino al 2012 Codola ha continuato ad essere un luogo di interscambio, sebbene il servizio fosse stato ridimensionato in quanto, se da un lato, il servizio della Circumsalernitana aveva, almeno nei giorni feriali, una buona frequenza di treni sul percorso Salerno-Mercato San Severino-Codola-Nocera Inferiore-Salerno e viceversa, dall'altro vi era un servizio a spola abbastanza limitato fra Codola e Sarno. Dal 9 settembre 2012 con la sospensione del servizio ferroviario per Sarno Codola è stata relegata al ruolo di semplice fermata di transito: attualmente è utilizzato solo il primo binario, mentre gli autoservizi sostitutivi fermano sul piazzale antistante la stazione e parte del fabbricato viaggiatori ospita un bed & breakfast.

## P.M. Bivio Nocera
Fino agli anni novanta è rimasta in servizio una piccola diramazione che da dietro Codola (a nord, al Bivio Nocera) e dietro Nocera Inferiore (a sud, al Bivio Grotti), consentiva un collegamento senza inversione di marcia fra Salerno e Sarno, divenuta obsoleta e smantellata dall'inaugurazione (1992) della nuova tratta veloce Salerno-Sarno. Il P.M. Bivio Nocera, posto di movimento situato a meno di 500 m. dallo scalo codolese salì al rango di fermata durante l'orario invernale del 1999, anche se non vi fu la pubblicazione sull'orario ufficiale cartaceo ma solo nella versione allegata a CD e su Internet. Costituita da un fabbricato viaggiatori di due piani abbandonato e parzialmente diroccato, oltre che da un marciapiedi semi-dismesso, fu servita da una sola coppia di relazione Codola-Sarno. Il posto di movimento, sorgeva di fianco alla prima stazione di Codola del 1861.